# سلوان محمود
سلوان محمود (18 أغسطس 1946 -) هي إذاعية مصرية.

## حياته ونشأته
سلوان محمود حسن إسماعيل فهي ولدت 18 أغسطس 1946 في مركز أبوتيج بمحافظة أسيوط هي ابنة الشاعر الكبير محمود حسن إسماعيل حصلت على بكالوريوس من كلية الفنون التطبيقية جامعة حلوان في يونيو 1968، ثم دبلوم الدراسات العليا سنة 1980، كما حصلت على دراسات حرة في مجال العمارة الداخلية في ألمانيا لمدة ثلاث سنوات.

## مسيرتها
بدأت مشوارها الإعلامى بتليفزيون دبى بتقديم العديد من البرامج الثقافية والتحقت بالتليفزيون المصري عام «1973» وقدمت «عالم الشعر والشعراء» واتجهت إلى الإذاعة ببرنامجها الشهير قطرات الندى وسهرات على عودى وحديث النفس وفنون.
ورثت حب الفنون عن والدها وتأثرت بشعره وأحبته وألقته بصوت هادئ معبر ومثقف قدمت البرامج الاذاعية «قطرات الندى» و«على عودى» و«فنون» و«حديث النفس».
قدمت من خلال برنامج قطرات الندى قصائد لكبار الشعراء جلال عابدين، فاروق شوشة، محمد مهدى الجواهرى، حسين خوريس، حسنى عبدالعزيز، وسميح القاسم وآخرين.
اخترت عضوا في العديد من اللجان والجمعيات الثقافية وشاركت في الندوات الشعرية والنقدية في مجال الفن التشكيلي والأمسيات الثقافية في مصر والوطن العربي وكان آخرها مهرجان «بن لعيون» بالكويت.